# Прожекторперисхилтон
«Прожекторперисхилтон» — телевизионная информационно-развлекательная программа «Первого канала», выходившая с 17 мая 2008 по 10 июня 2012 года и с 4 марта по 23 декабря 2017 года. Ведущие Иван Ургант, Сергей Светлаков, Гарик Мартиросян и Александр Цекало в студии в юмористической форме обсуждали актуальные на тот момент темы недели, комментировали газетные статьи и высказывания политиков. В каждый выпуск обычно приглашался гость. Среди гостей программы в разное время оказывались знаменитые политики, журналисты, шоумены, бизнесмены, спортсмены, и другие; в их числе: Хью Джекман, Антонио Бандерас, Дэниел Рэдклифф, Уилл Смит, Владимир Жириновский, Михаил Прохоров, Юлий Гусман, Валдис Пельш, Гарик Харламов, Полина Гагарина, Александр Ширвиндт и многие другие.

## Название
Несмотря на присутствие в названии имени Пэрис Хилтон, актриса не имеет к этому никакого отношения. В средствах массовой информации прошли слухи, что она может подать в суд на передачу. Представитель Хилтон заявил:

«Все права на раскрученный бренд „Пэрис Хилтон“ принадлежат Пэрис. Мы впервые слышим, что в России существует подобная программа. К нам никто из представителей телеканала не обращался за разрешением использовать имя Пэрис. А как известно, всё, что выходит под этим брендом, автоматически бывает успешным».

Однако эти слухи были опровергнуты представителем «Первого канала».
Как говорит Иван Ургант:

«Отсутствие пробелов в названии призвано скрыть пробелы в образовании, а Пэрис Хилтон сидит в студии и смеётся со своими собачками».

На самом деле, это переработанное название программы «Прожектор перестройки», выходившей в конце 1980-х годов. А вторая часть слова — «пэрисхилтон» — что-то связанное со скандалами, интригами и деньгами.
Вот как прокомментировал такое название ведущий программы Сергей Светлаков:

«Знаете, у нас крутилось в голове название „Прожектор перестройки“, но уж какая тут перестройка… ну и скрестили слово „прожектор“ с именем, олицетворяющим нынешнее безвкусие. А что без пробелов — так это клавиша запала».
— 
Автор названия программы — сценарист Денис Привалов. По данным журнала «Собака.ru», изначально данное название всерьёз не рассматривалось, но когда его услышал генеральный директор «Первого канала» Константин Эрнст, то сразу же утвердил.

## Подготовка и проведение передачи
В течение недели рабочая группа подбирала самые «вкусные» новости или просто заголовки. За несколько часов до записи передачи ведущие собирались и проговаривали, что интересно для зрителя, а что нет, определяли точки, в которые стоит бить. Больше половины шуток придумывались на месте. Шоу длилось два и более часа. Для телевидения отснятый материал урезали, оставляя самые смешные шутки. Режиссёр программы вместе с продюсером и рабочей группой просматривали и монтировали снятое видео, выбирая самые сильные моменты в передаче. Сами ведущие в этом почти не участвуют.
У программы нет жёстких сюжетных рамок — например, нет формального введения в тему, приветствия. Камера начинает работу с момента, когда ведущие уже набрали хорошую форму и активировали зал. Создаётся атмосфера неформальной беседы случайно собравшихся за столом людей. Некоторые участники передачи были популярными игроками Клуба весёлых и находчивых. Роли ведущих, тем не менее, разделены, как в комедии масок. Например, Иван Ургант позиционирует себя в качестве «активного» ведущего, человека самолюбивого и самодостаточного. Сергей Светлаков — подвижный, мобильный, с быстрой реакцией. Гарик Мартиросян активно использует образ эмигранта. В свою очередь Александр Цекало скорее сдержан и присутствует на втором плане. Стоит заметить, что ещё за два года до выхода программы первый режиссёр шоу Юрий Владовский так рассуждал о природе молчания в кадре:

«Я сейчас на самом деле занят исследованием молчания на телевидении. Молчание — это ещё более выразительное средство, чем крик, плач. Но им никто не пользуется, и это неправильно. При виде молчащего телеведущего у зрителя возникает ощущение, что что-то не так. А это самое главное — создать у телезрителя ощущение, что что-то не так, потому что если он будет думать, что всё правильно, то он поверит всему, что ему говорят с экранов телевидения, а этого нельзя допустить»
Этот набор масок, однако, не становится постоянным признаком ведущих, а наоборот, тот или иной образ может переходить от одного участника к другому.
Важным элементом передачи становилось присутствие именитых гостей.

## Музыка
В конце каждой передачи (с 15 выпуска) обязательно звучала музыкальная композиция. Песни исполнялись как с гостем выпуска, так и без него. При повторах программы на других телеканалах из копий выпусков музыкальные номера были вырезаны. В некоторых выпусках программы, в том числе и в юбилейном, 100-м выпуске, ведущим помогала исполнять песни группа Jazz Dance Orchestra п/у трубача Вадима Зайдина. Состав импровизированной группы передачи «Прожекторперисхилтон»:
- Иван Ургант — вокал/бэк-вокал/гитара/струнные музыкальные инструменты/клавишные/ксилофон/ударные/аккордеон
- Гарик Мартиросян — вокал/бэк-вокал/клавишные/гитара/ударные
- Александр Цекало — вокал/бэк-вокал/гитара/бас-гитара/контрабас
- Сергей Светлаков — бэк-вокал/Ударные музыкальные инструменты (перкуссия).
- Феликс Ильиных — сессионный мультиинструменталист (акустическая, электрическая, бас-гитары/клавишные/ударные/бэк-вокал).

## Импровизация
Согласно сообщению пресс-службы «Первого канала», у программы существовала команда сценаристов, куда входят и сами ведущие:
Накануне съёмки команда сценаристов и ведущих обсуждает главные новости недели, часть шуток рождается по ходу обсуждения, часть возникает во время съёмки. Эта практика существует с момента появления «Прожектора» в эфире.
Программа дважды получала премию ТЭФИ в номинации «лучший сценарист телевизионной программы».
18 мая 2009 года Иван Ургант, отвечая на вопрос Владимира Познера, заявил:
Мы готовимся к этой программе. Готовимся мы так же: садимся и начинаем импровизировать.
В одной из передач Гарик Мартиросян, отвечая на вопрос зрителя, записывал его на листке, на котором были напечатаны только что прозвучавшие шутки. По мнению очевидцев съёмок, большая часть шуток всё же импровизация, остальная же часть умело замаскирована под неё.
Гость программы от 4 июня 2011 Сергей Доренко сразу после эфира рассказал в Facebook о том, что ведущие не импровизируют, а практически всегда читают готовый текст, заранее написанный сценаристами. В доказательство Доренко привёл текст со сценарного листа, который ему переслали незадолго до съёмок. Также Доренко опубликовал свои наблюдения:
Шутки актёрам Пэрисхилтон пишет сценарист, они просто херачат с листа. 3 часа. Потом монтаж делает из этого меньше получаса. Это удивило... Почему зауважал Цекало? Он молчит, очень редко говорит СВОИ слова. Он единственный не херачат по заготовке.

## Награды
На церемонии ТЭФИ-2008 программа победила в номинации «Лучшая информационно-развлекательная программа», разделив приз с программой канала СТС «Истории в деталях».
На церемонии ТЭФИ-2009 в категории «Профессии» программа победила в номинации «Лучшая информационно-развлекательная программа» — «Прожекторперисхилтон» (ООО «Оранжевая студия») и «Сценарист телевизионной программы» — группа авторов «Прожекторперисхилтон» (ООО «Оранжевая студия»).
На церемонии ТЭФИ-2010 в категории «Профессии» программа победила в номинации «Лучшая информационно-развлекательная программа» — «Прожекторперисхилтон» (ООО «Красная студия») и «Сценарист телевизионной программы» — группа авторов «Прожекторперисхилтон» (ООО «Красная студия»): Марина Даниелян, Дмитрий Мишин, Илья Епищев, Саид Давдиев, Станислав Берестовой, Денис Ртищев, Евгений Шелякин, Дмитрий Будашкаев, Кирилл Качурин, Вячеслав Благодарский, Денис Привалов, Иван Ургант, Гарик Мартиросян, Сергей Светлаков, Александр Цекало.
На церемонии ТЭФИ-2011 программа победила в номинации «Лучшая информационно-развлекательная программа» — «Прожекторперисхилтон» (ООО «Красная студия») и «Ведущий развлекательной программы» — Сергей Светлаков, Гарик Мартиросян, Александр Цекало, Иван Ургант. Проморолик «Скучаем!» отмечен бронзовым Орфеем в категории «Эфирный промоушен проекта».

## Факты
- 31 декабря 2008 года на «Первом канале» вышел концерт из музыкальных и юмористических номеров под названием «Проводы Старого года», основными ведущими которого являлись участники «Прожекторперисхилтон»[30], а сразу после боя курантов 1 января 2009 года прошла «Новогодняя ночь»; концерт имел комедийный оттенок. Следующую новогоднюю ночь — «Оливье-шоу — 2010» — также вели звёзды «Прожекторперисхилтон»[31].
- В выпуске от 31 октября 2009 года гость Стивен Сигал на самом деле не давал имя сыну Гарика, имя было заранее придумано[32].
- Выпуск от 29 января 2011 года начался с минуты молчания в память о жертвах теракта в Домодедово, а также впервые за всю историю программы (как подчеркнул Гарик Мартиросян) ведущие поприветствовали зрителей перед началом[источник не указан 106 дней].
- В начале 2015 года писатель Саша Филипенко, заявивший, что некоторое время писал сценарии для программы[33], выпустил книгу «Замыслы», главным героем которой является сценарист «Прожекторперисхилтон». Среди прочего, в книге упоминается, что продюсер программы Нино (по всей видимости, имеется в виду Марина Даниелян), посчитав, что ведущие отбились от рук, чтобы припугнуть их, поручила сценаристам сформировать новый состав ведущих (Семён Слепаков, Павел Воля и Давид Цаллаев), с которыми был снят пилотный выпуск[34].
- 4 марта 2017 года спустя 5 лет «Прожекторперисхилтон» вернулся в эфир и стал третьей перезапущенной программой с большим перерывом в истории советского и российского телевидения после КВН[35] и «Угадай мелодию».

## Критика
- На сайте «КВН для ВСЕХ» сценаристов «Прожекторперисхилтон» обвинили в заимствовании скетчей, например, из «Шоу Фрая и Лори»[36]. Создатели сайта разместили для сравнения первый выпуск «Прожекторперисхилтон» и отрывок из «Шоу Фрая и Лори» 1992 года.
- Многие критики отмечают, что шутки команды «Прожекторперисхилтон» не выходят за рамки, дозволенные редакцией «Первого канала», объясняя это влиянием цензуры и самоцензуры. Так, например, телекритик Ирина Петровская отмечала:

«Весёлые ребята из программы „Прожекторперисхилтон“ иногда ещё позволяют себе (то есть им позволяют) поимпровизировать-постебаться над Америкой, Украиной, Грузией и Беларусью и над их забавными президентами. Причём чем веселее самим „весёлым ребятам“, тем глупее звучат их шутки».
— Ирина Петровская. Эфир для двоих // Известия. — 18 сентября 2009. Архивировано из оригинала 17 апреля 2013 года.
- Антонио Бандерас, гость программы от 1 октября 2011, в американской телепередаче Jimmy Kimmel Live! нелестно отозвался о своём опыте участия в программе — это было «одним из самых хаотичных событий, в которых я участвовал». Особенно он критиковал переводчицу, которая вместо того, чтобы переводить, смеялась над шутками[37].

## Закрытие первой версии программы
27 сентября 2012 года программа была официально закрыта в связи с тем, что ведущие программы Сергей Светлаков и Гарик Мартиросян подписали контракты с телеканалом ТНТ, по условиям которых они не могли работать на «Первом канале». В сентябре 2012 года генеральный директор «Первого канала» Константин Эрнст сказал, что менять ведущих не собираются, однако в мае 2015 года он заявил, что менеджмент канала рассматривал возможность провести всероссийский конкурс на замену ведущих программы.

## Театральные версии
Спустя четыре года после закрытия программы «Прожекторперисхилтон» ведущие программы снова собрались вместе, но не в телеформате. 8 марта 2016 года на сцене Театра им. Пушкина в Москве прошёл концерт, где ведущие обсуждали актуальные новости и отвечали на вопросы зрителей. Приглашённой гостьей была победительница конкурса «Мисс Москва» 2015 года Оксана Воеводина. Стоимость билетов на мероприятие варьировалось от 5 до 60 тысяч рублей, а вырученные деньги пошли в Благотворительный фонд Константина Хабенского, помогающий детям с онкологическими и другими тяжелыми заболеваниями головного мозга. В выпуске от 4 марта 2017 года (первом после возвращения) были переняты разговоры ведущих о причине закрытия программы из этого представления.
2 октября того же года ведущие провели концерт в БКЗ «Октябрьский» в Санкт-Петербурге. Гостем концерта стал бывший депутат Законодательного Собрания Санкт-Петербурга Виталий Милонов.
2 апреля 2017 года состоялся третий театральный концерт в московском «Крокус Сити Холле». Гостями концерта были: актёр Константин Хабенский, певец Алексей Чумаков и телеведущая Ольга Бузова.
10 декабря 2019 года был проведён четвёртый театральный концерт в московском клубе «Adrenaline Stadium». Александр Цекало в числе ведущих не был заявлен по причине его поездки в США, однако с тех пор он перестал ассоциировать себя с проектом, ссылаясь на занятость в его продюсерской компании «Среда». Гостями были телеведущий Михаил Шац и певцы Илья Лагутенко и Полина Гагарина.
19 ноября 2021 года пятый театральный концерт вновь прошёл в Санкт-Петербургском БКЗ «Октябрьский». Гостями были певица Татьяна Буланова и юморист Илья Соболев.
Спустя меньше, чем через месяц, 28 ноября того же года провели новогодний концерт в московском «Крокус Сити Холле». В гости зашёл юморист Гарик Харламов и журналистка Ирина Шихман. Этот театральный концерт ППХ стал первым, где проходили профессиональные съёмки. Запись концерта появилась 25 декабря в онлайн-кинотеатре ivi.

## Возобновление
В программе передач «Первого канала» на 1 апреля 2016 года был обозначен эфир «Прожекторперисхилтона». Анонсы не уточняли, в каком виде телепередача появится в эфире, но ходили слухи о том, что это будет телеверсия концерта, состоявшегося 8 марта 2016 года. В передаче «Вечерний Ургант», стоявшей в сетке вещания прямо перед «Прожектором», Иван Ургант отметил, что программа возвращается в эфир и будет выходить еженедельно. Однако в итоге в эфир пустили повторы лучших моментов из старых выпусков, а о наличии других эфиров «Прожектора» на следующей неделе и далее объявлено не было.
10 февраля 2017 года гостем передачи «Вечерний Ургант» впервые стал Гарик Мартиросян. В прологе этого выпуска Гарик и Иван в диалоге намекнули на возвращение передачи:

«Я пришёл сообщить тебе преприятнейшую весть. Помнишь, у нас была программа „Прожекторперисхилтон“? Я договорился со всеми так называемыми участниками. Все согласны. <…> Осталось дело за тобой».
— Гарик Мартиросян
20 февраля 2017 года в официальной группе «Прожекторперисхилтон» в соцсети «ВКонтакте» появилась информация о возвращении программы в эфир 4 марта 2017 года.
С мая по октябрь 2017 года программа вновь отсутствовала в сетке вещания «Первого канала». В июле 2017 года Александр Цекало заявил, что программа в творческом отпуске и возвратится в эфир в конце октября 2017 года. 6 сентября 2017 года Иван Ургант на вопрос о продолжении шоу ответил так: «Такие планы были, но сейчас никто не знает, чем всё может закончиться». Впоследствии слова Цекало подтвердились: премьера новых выпусков состоялась 28 октября 2017 года.

## Окончательное закрытие
После наступления 2018 года программа вновь не находилась в сетке телеканала. По словам сценариста Вячеслава Благодарского, съёмки шоу были приостановлены до осени, однако продолжение программы в дальнейшем также находилось под вопросом, поскольку с июля 2018 года Сергей Светлаков стал эксклюзивным лицом телеканала СТС. В апреле 2018 года Александр Цекало подтвердил, что шоу могло быть продолжено осенью, в то время как Иван Ургант спустя несколько дней заявил, что «желание должно быть обоюдным» — «это зависит от четырёх человек, а мы все люди увлекающиеся».
На конец октября 2018 года ничего о съёмках нового сезона объявлено не было, а в конце того же года передача была убрана из списка актуальных проектов «Первого канала».
Через несколько месяцев, в апреле 2019 года, Сергей Светлаков в интервью для YouTube-канала Ксении Собчак рассказал об одной из причин остановки проекта:

Наверное, главная причина — это напряжённое время, в котором мы живём. <…> Если мы говорим такую-то шутку, мы обязательно кого-то оскорбляем: либо тех, либо других. И это достигло апогея.

В октябре 2019 года в интервью РБК Светлаков добавил следующее:

Остроты на телике абсолютно нет, потому что форматы телеканалов не позволяют это делать. «Прожекторперисхилтон» закрылась именно из-за того, что нам помешал формат, и мы не захотели выглядеть идиотами. Мы какие-то вещи не освещаем в стране, а говорим про то, что в Норильске суслик родил ещё одного суслика. И про это шутим.

Сам Иван Ургант в интервью ТАСС в сентябре 2020 года также сообщил, что попыткой возрождения программы были разочарованы и зрители, и сами ведущие, которым не получилось достичь той химии, что существовала в первые четыре года передачи.

## Последователи

### Первый канал
И во время существования программы, и в периоды её приостановки телеканал продолжал развивать жанр юмористического обсуждения новостей.
- Со 2 по 13 августа 2010 года по будням в 9:20 утра выходила программа «Раньше всех», в которых ведущими были только женщины. Передачу вели Ольга Аросева, Дарья Донцова, Божена Рынска, Евгения Добровольская и Алика Смехова. Ещё до выхода идею передачи сравнивали с программой канала-конкурента «Девчата», однако создатели открещивались от этого сравнения, сказав, что шоу больше походит на ежедневный бенефис Ольги Аросевой[61]. Программа позиционировалась как временная замена на период перезапуска «Малахов+» и запуска «Жить здорово!».
- С 7 сентября по 28 декабря 2013 года выходила программа «Успеть до полуночи» с Алексеем Чумаковым и Тимуром Родригезом. Строилась на основе командного обсуждения новостей. Закрыта «по причине низких рейтингов» (хотя по популярности была на одном уровне с «Comedy Club» и обгоняла «Comedy Баттл»[62]).
- В мае 2014 года[63] «Первый канал» анонсировал программу «Новенькие»[64] от создателей «Прожекторперисхилтон». Вести программу должны были Михаил Миронов, Сергей Мезенцев, Гурам Баблишвили, Данила Дунаев и Василий Соловьёв[65]. Вначале называлась дата премьеры — 17 мая, потом — 24 мая. Несколько раз эфир отменяли из-за увеличения хронометража программы «Время», и в дальнейшем передача так и не вышла на экраны.
- С 31 мая по 21 июня 2015 года выходила программа «Мистер и миссис СМИ» с Маратом Башаровым, Натальей Бардо и Иваном Немтырёвым. Передача вызвала шквал критики как со стороны зрителей, так и со стороны телекритиков[66][67]. Это было связано с неумением преподнести новости с юмором, а также с противоречивой личностью Марата Башарова[68][69]. В эфир вышло всего четыре выпуска.
- С 27 ноября по 5 декабря 2017 года по будням на канале выходила вторая «женская версия» программы под названием «Бабий бунт». Передачу вели Ольга Бузова, Татьяна Васильева, Юлия Барановская, Софико Шеварднадзе и Елена Абитаева[70]. Передача также подверглась критике зрителей и телеобозревателей, которые среди недостатков выделяли не только сумбурный подход и хаотичное ведение шоу, но и спорную личность Ольги Бузовой, за счёт которой представители «Первого канала» пытались «словить хайп»[71]. В эфир вышло всего семь выпусков.

### Россия-1
- С 23 апреля 2010 по 15 августа 2014 года выходила программа «Девчата». По ходу времени передача отходила от первоначального формата. В последних выпусках ведущие обсуждали как друг с другом, так и с гостями не новости прошедших дней, а бытовые темы, волнующие женщин.

### НТВ
- С 3 октября по 25 декабря 2015 года выходила развлекательная программа о новостях «Время Г» с Вадимом Галыгиным и Александром Якушевым.
- С 30 апреля по 12 ноября 2016 года выходила программа «Салтыков-Щедрин шоу», в которой ведущие обсуждали ситуации на улицах России, фото и видео которых присылали зрители НТВ. Ведущими были Алексей Кортнев, Дмитрий Колчин, Николай Фоменко, Сергей Нетиевский и Екатерина Скулкина. Начиная с пятого выпуска последних трёх ведущих заменил Михаил Задорнов. Передача закрылась в связи с ухудшением здоровья Михаила Николаевича и стала последней, где он принимал участие.
- С 3 сентября 2016 года на канале выходит программа «Международная пилорама» с Тиграном Кеосаяном. Передача использует похожую схему Прожектора, хотя больше походящий на формат американского Daily Show: сначала ведущий обсуждает новости, прошедшие за неделю, а затем в студию приглашается гость, с которым ведущий обсуждает смешные периоды его биографии. Параллельно в передаче представлены несколько рубрик.

### СТС
- С 14 апреля по 4 июня 2009 года выходила программа «Песня дня» с Михаилом Шацем, Татьяной Лазаревой и Александром Пушным.
- С 19 ноября 2010 по 24 апреля 2011 года выходила программа «Случайные связи» с Михаилом Шацем, где звёзды развлекательных программ и ситкомов канала отвечали на вопросы зрителей, заданные через Интернет. Несмотря на отсутствие в проекте чтения газет, шоу имело сходство с «Прожектором» в виде командного обсуждения тех или иных тем с целью придать им абсурдное звучание[72].

### ТНТ
- С 18 июня 2017 по 2019 гг. в рамках долгоживущей программы «Дом-2» выходил проект «Сплетницы» с ведущими Ксенией Бородиной, Ольгой Орловой, Андреем Родным и Романом Поповым.
- С 14 по 17 ноября 2022 и 13 января 2023 года выходило ток-шоу «Женский клуб» с Екатериной Скулкиной, Яной Кошкиной, Ксенией Бородиной, Ольгой Картунковой и Алиной Герман. В эфир вышло пять выпусков, в дальнейшем проект больше не транслировался.

### Перец
- С 29 ноября 2014 по 21 февраля 2015 года выходила программа «Герои Интернета» с Иваном Макаревичем, Максимом Голополосовым и Евгением Баженовым, где ведущие обсуждали любительские видео из «YouTube», новости из блогов и казусы российского кинематографа. По мнению журналиста «Комсомольской правды» Михаила Рябикова, с «Прожектором» данное шоу имело сходство в виде большого стола, за которым сидели участники, искромётного юмора и наличия Ивана Андреевича в качестве центрального ведущего[73].